# Juan Ruiz de Alarcón
Juan Ruiz de Alarcón y Mendoza va ser un dramaturg espanyol nascut l'any 1581 en la ciutat de Taxco, Mèxic, i morí a Madrid, el 1639. Fou enterrat a l'església de San Sebastián, com Lope de Vega, però no se'n sap el lloc exacte.

## Biografia
La seva vida és poc coneguda, encara que se sap que per línia directa descendia d'una família de la vall de Trasmiera, a les Astúries de Santillana. El seu pare, que, com ell, portava el nom de Joan, va ser maestre de camp de Felip II i va obtenir un lloc important en l'Administració de la Real Hisenda a Nova Espanya, càrrec que el va obligar a romandre llargs anys en aquell país. Se suposa que va venir a Espanya molt jove, a finals del segle XVI. Fou batxiller en dret canònic el 1600 i batxiller en dret el 1602. Se sap que el 1065 estudiava encara a Salamanca i que ja el 1606 pleitejava a Sevilla, on va romandre tres anys, adquirint fama de molt entès i crèdit d'home honrat i virtuosos. Si bé Ruiz de Alarcon devia a la natura un enginy clar i profund, no fou igualment dotat quant a dots corporals: tenia el cos desfigurat per una pronunciadíssima corcava. Hi ha biògrafs que opinen que aquesta desfiguració no va ser defecte de naixement, sinó a un desgraciat accident, potser una caiguda en els tendres anys de la infantesa. Sigui el que fos, aquest defecte físic li va valer innombrables burles i potser va agrair una mica el seu caràcter, inclinant-ho a la malenconia.
A Sevilla Ruiz de Alarcon va conèixer Cervantes i alternava amb els més aclarits enginys. Concorria a les reunions literàries que celebraven Hernando Enrique de Rivera i Juan de Arguijo, on llegia els seus versos, que mereixien aprovació unànime. En una festa celebrada a Sant Joan d'Alfarache se li va encomanar el càrrec de fiscal o jutge del certamen i li va tocar improvisar quatre dècimes humorístiques. El juliol del 1606 se li va donar el certificat dels seus graus, obtinguts a Salamanca, i disposant-se a prendre el grau de llicenciat a la seva pròpia ciutat natal, es va embarcar amb rumb a Mèxic el març de 1608.
L'any següent va rebre a l'església catedral de Mèxic llicenciat a la facultat de lleis. Després d'haver exercit el corregiment interí de la seva ciutat natal i desitjós, potser, de fer valer a la cort els seus dots de poeta, es va embarcar per a Espanya el 1611. Els primers anys que va passar a Madrid el poeta va haver de patir no poques contrarietats i desil·lusions, ja que no se li ocultà que a la cort acostumava a triomfar més la intriga que el talent. La popularitat i fama que gaudien Tirso de Molina i Lope de Vega devien estimular-lo en les seves aficions dramàtiques, ja que el poeta ja havia compost, durant els seus viatges, diverses obres no exemptes de mèrit. Durant els primers anys que va viure a Madrid, va ser l'hoste del seu amic i protector Luis de Velasco, president del Consell d'Índies, fins que, havent fet representar diverses comèdies i entrat en possessió d'alguns béns que li arribés el seu pare, va establir en una casa per a ell. Ja fos per la protecció que rebés de Luis de Velasco, duc que va ser de Medina de les Torres, ja fos pel seu enginy o pel seu gep, o per totes aquestes coses alhora, el cert és que Luis d'Alarcon va excitar l'enveja i l'odi dels seus contemporanis, els seus enemic el mosseguen amb tal enverinada, que res podia ser prou a aturar les seves males llengües. Així s'explica que ningú parlés de les admirable obres que produïa i que es volgués rebaixar o amagar el seu mèrit: una de les seves millors comèdies, la millor potser de totes les que va escriure, La verdad sospechosa, va ser impresa en una col·lecció de diverses peces dramàtiques, atribuint-la l'impressor a Lope de Vega. Les prevencions que suscitava Ruiz d'Alarcon i les burles de què era objecte, només van ser igualades pel menyspreu amb què ell es va acostumar a jutjar al públic, tal com va ser en el pròleg que va compondre per al primer volum de les seves comèdies, publicat en 1628 i va dedicar al seu Mecenes, el ja citat Luis de Velasco. La col·lecció de les seves comèdies forma un tractat de filosofia pràctica, on es troben reunits tots els documents necessaris per saber-se governar al món i adquirir l'amor i la consideració de la gent; allí es mostra el que cal fer i evitar per ser home de bé i de saviesa. Ruiz de Alarcon surt a l'encontre a l'inexpert vianant de la vida, i perquè l'espectacle del mèrit proposat i la mitjania exaltada no el sorprengui i li ompli el cor d'enveja, li presenta sense gel i amb veritat un quadre de les rares combinacions de la sort, a la comèdia titulada Todo es ventura.
Perquè no desmaïn les ambicions legítimes, els desitjos justos de millorar de destí, fa veure de seguida el jove emprenedor, a La industria y la suerte, que potser aquella venç a aquesta i neutralitza el seu influx. L'home ja, gràcies a la seva activitat ben dirigida, gaudeix del benestar que anhelava; cal advertir-lo ara que la prosperitat humana és de poca durada, i que el pas continu del bé al mal és llei invariable de tots els temps tal és la lliçó que ofereix l'argument de Los favores del mundo. Però aquesta llei pot semblar dura i cruel, a la nostra comprensió limitada: convé, doncs, donar la sàvia raó d'aquestes alternatives inevitables, que és el que fa o pretén l'autor a l'amena faula No hay mal que por bien no venga. No obstant això, el desig del bé és connatural a l'home, i per assegurar-se aquest bé, o recobrar-lo una vegada perdut, l'home s'ha d'exercitar en les grans virtuts, el model viu de les quals descolla el protagonista de Ganar amigos, en el de Los pechos privilegiados, a El dueño de las estrellas y en aquells dos rivals ten generosos de Antes que te cases, mira lo que haces. Quins vicis fan odiós l'home a la societat, li frustren els seus desigs més vehements i potser l'atreuen la seva ruïna? La gana cega, l'interès personal, que desatén els compromisos de l'honor; la ingratitud, la detracció, la mentida: temes desenvolupats a Mudarse por mejorarse; Las paredes oyen; La prueba de las promesas; El desdichado en fingir; Los empeños de un engaño, i La verdad sospechosa.
Per completar el sistema doctrinal de l'autor, les amargues i doloroses conseqüències generals del vici estan consignades en dues comèdies més, La culpa busca la pena i Quien mal anda mal acaba. La resta de composicions de Ruiz d'Alarcon pertany a l'escola de Lope de vega; n'hi ha d'embolics, n'hi ha de heroiques, d'espectacle i de màgia: però en totes elles alguna idea útil brolla, i si s'oculta, torna a sortir com un manantial intermitent; les màximes sanes abunden, i al cap pocs escriptors dramàtics com ell més de la meitat de les seves obres amb fi instructiu deixant acabadíssims models de la comèdia de caràcter que, si han estat imitats moltes vegades, poques han estat excedits.

## Primera impressió de les comèdies
Impresa a Madrid per Juan González es va publicar el 1628 la primera part de les comèdies de Ruiz de Alarcon que conté vuit obres:
- Los favores del mundo
- La industria y la suerte
- Las paredes oyen, comèdia de costums en tres actes (1616-1617)
- El semejante a si mismo
- Mudarse por mejorarse
- La cueva de Salamanca
- Todo es ventura
- El desdichado en fingir

Titulat aquest volum primera part, deixava esperar una part segona, que, en efecte va sortir a la llum, però no a Madrid, sinó a Barcelona, el 1634. Aquesta segona part conté 12 comèdies:
- Los empeños de un engaño
- El dueño de las estrellas
- La amistad castigada
- La manganilla de Melilla
- Ganar amigos
- La verdad sospechosa, comèdia de costums en tres actes (1619-1620)
- Anticristo. Drama sacro.
- El tejedor de Segovia
- Los pechos privilegiados
- La prueba de las promesas
- La crueldad por el honor
- El examen de maridos.

Existeixen, doncs, 20 obres de Ruiz d'Alarcon publicades per ell, encara que algunes fossin atribuïdes a altres autors per impressors ignorants o malèvols. Però el poeta mexicà en va produir altres, com La culpa busca la pena; Quien mal anda mal acaba i No hay mal que por bien no venga (1623-1625) ja citades anteriorment. La comèdia Dar con la misma flor, més coneguda pel títol Quién engaña más á quién, es una refosa de El desdichado en fingir, atribuïda en totes les edicions a Ruiz de Alarcon, el qual, sens dubte, va escriure alguns retalls, encara que probablement no tota la obra.
Tenint en compte que no totes les obres de Ruiz de Alarcon són comèdies, sinó que un dels seus triomfs escènics més grans al deu al drama de passió i d'intriga, El tejedor de Segovia, se li atribueix la tragèdia Siempre ayuda la verdad, que figura com a seva a l'índex general de comèdies de Medel del Castillo i al catàleg Vicente Antonio García de la Huerta; aquest drama es troba també a la segona part de les comèdies de fra Gabriel Téllez, però de les 12 obres contingudes en el tom, només quatre pertanyen a Tirso de Molina i la de Siempre ayuda la verdad no està en el nombre; potser, encara que és dubtós, va ser escrita per Téllez i Ruiz de Alarcon, ja que com observa, Hartzenbusch, no és indigna de tan grans enginys, que alguna vegada van escriure junts. La comèdia Cautela contra cautela, comprenia també a la segona part de les de Tirso, té diverses escenes que semblen de Téllez i altres que, en opinió de crítics autoritzats, van ser indubtablement escrites per Ruiz de Alarcon.

## Total d'obres 26

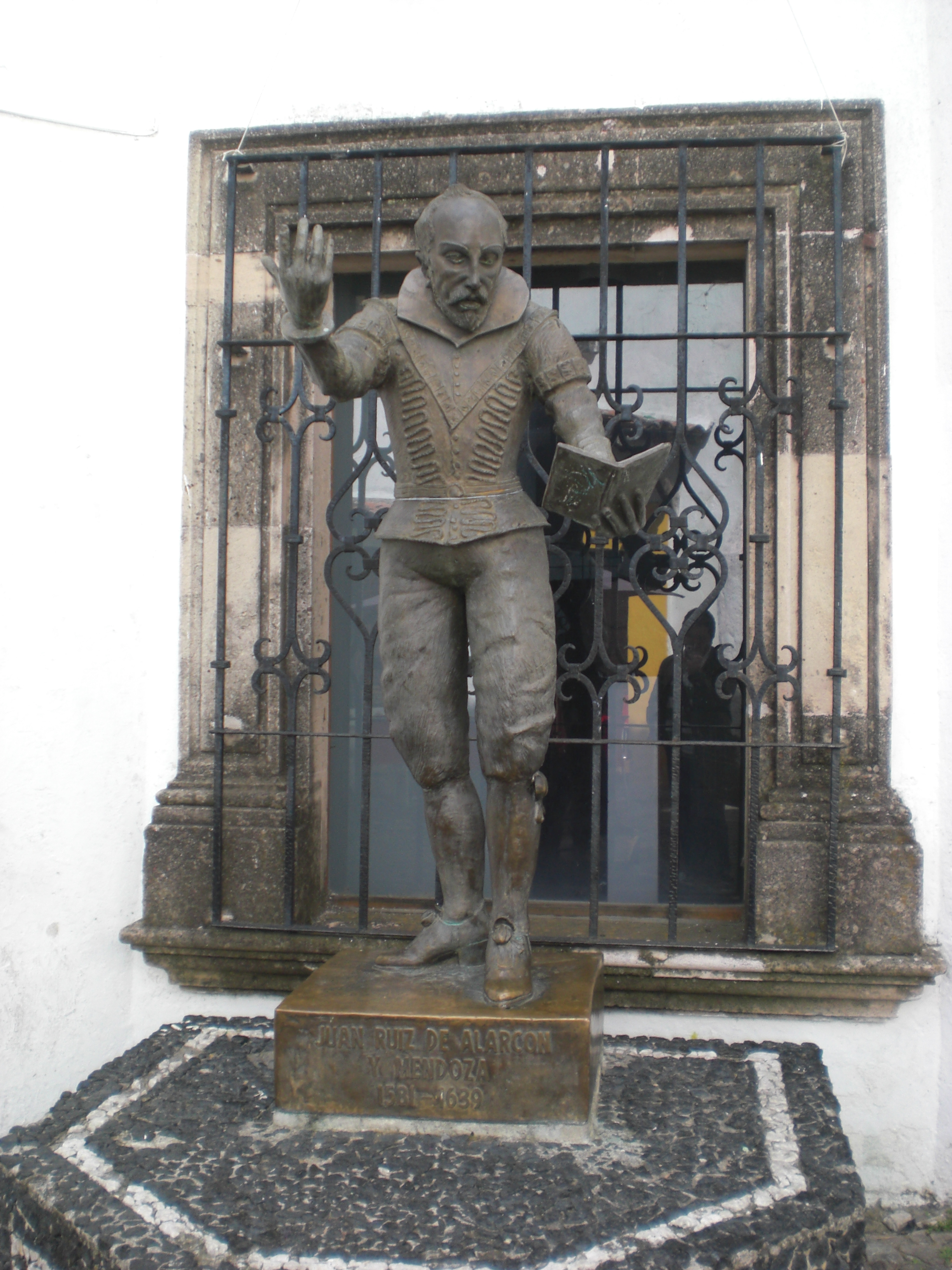
Escultura en un carrera de la població on va néixer Ruiz de Alarcón

En conjunt, són 26 comèdies les que es coneixen per seves pròpies, totes originals, ja pel que fa als arguments, ja pel que fa a les situacions. Ruiz de Alarcon és un dels rars poetes dramàtics espanyols que hagin fet l'anàlisi de caràcters; el moviment i el conflicte d'intrigues imprevistes que la burgesia i els artesans de Madrid exigien com a primera necessitat de tota obra dramàtica, li van servir d'admirable quadre per a les seves pintures, tan vives com veritables. 
| « | <"Llegint Moreno, observa Alberto Lista, ens recordem de Lope i de Tirso, encara que millorats: Calderón es va copiar moltes vegades a si mateix. Ruiz d'Alarcon no copia a ningú ni es repeteix. Les seves situacions són sempre noves, la qual cosa semblava impossible després de les 1.800 comèdies de Lope de Vega. Els seus recursos dramàtics estan ben graduats i en proporció amb les situacions. El seu diàleg és viu, interessant, ple de gràcies i respostes inesperades en les situacions còmiques i d'emocions terribles a les tràgiques."> | » |

Malgrat tan singular mèrit, Ruiz de Alarcon va ser embolicat en la proscripció injusta i apassionada que el segle xviii, sota l'ensenya de l'escola neoclàssica, va llançar contra el teatre espanyol, que més tard havia de ser rehabilitat pel Romanticisme.

I és cosa digna de notar que, mentre aquella mateixa intolerant escola aplaudia amb entusiasme i assenyalava com la primera producció còmica del teatre francès Le Menteur, del gran poeta Pierre Corneille, i que mentre servils traductors l'abocaven al castellà o l'adaptaven i refonien, fent prevaler la seva procedència francesa, tant aquells com aquests ignoraven o afectaven ignorar l'original, confessat lleialment pel mateix Corneille, que no era altre que La verdad sospechosa del gran poeta espanyol. Heus aquí el que diu Pierre Corneille a l'examen que fa de la comèdia: 
| « | <"Aquesta peça està en part traduïda i en part imitada de l'espanyol. L'assumpte m'ha semblat tan enginyós i ben manejat, que n'he dit moltes vegades que donaria dues de les millors obres que jo he compost per tal que aquesta fos de la meva invenció. S'atribueix al famós Lope de Vega, però fa temps que m'ha vingut a les mans un tom de Juan Ruiz de Alarcon, amb quina pretén que és seva i es queixa dels impressors que l'han publicat a nom d'un altre. Sigui el que fos l'autor, el cert és que té gran mèrit, i no he vist res en aquella llengua que m'acontenti més."> | » |

Moliére diu que si no hagués conegut Le Menteur, és a dir La verdad sospechosa, potser no hagués escrit comèdies.
Creuen alguns, potser amb fonament, que la dramàtica i terrible figura de Korl Mohr, que Schiller va introduir a la seva tragèdia Els bandits, és una inspiració de la de l'indomable Ramirez d'El tejedor de Segovia. Les obres de Ruiz de Alarcon també han estat imitades per altres poetes estrangers. El seu teatre és potser el més universal del teatre clàssic espanyol, ja que comprèn el drama heroic

## Mort a Madrid
El tejedor de Segovia i La manganilla de Melilla, el religiós El Anticristo i El condenado por desconfiado, la comedia urbana El desdichado de fingir i El semejante a si mismo i la social La verdad sospechosa, Las paredes oyen i tantes altres. Malgrat la categoria social que ocupava, tant pels seus mèrits literaris com pel seu càrrec de relator del Consell d'Índies, no va tenir en morir, els honors fúnebres que li corresponien. Els seus contemporanis el van oblidar de seguida, Només el cronista Pellicer recollint notícies volanderes per als seus Avisos, va venir a prendre la següent nota: 
| « | <"Va morir don Juan de Alarcón, poeta famós, així per les seves comèdies com pels seus corcaves, i relator del Consell d'Índies.> | » |

És dolorós haver de consignar la indiferència que els seus contemporanis van tenir per a tan insigne enginy, el caràcter moral del qual, si corresponia al que principalment domina en les seves obres, com és lògic que correspongués, degué de ser noble i benigne, ferm, veraç i pundonorós... La posteritat emperò, ha fet justícia al geni dramàtic de Ruiz de Alarcón i la crítica moderna el col·loca entre els primers poetes espanyols del seu temps i entre els millors dramaturgs del món.